# Podunavlje
Podunavlje (în sârbă Подунавље) este denumirea părților din bazinul Dunării situate în Serbia (Voivodina, Belgrad și Serbia de Est) și Croația (Slavonia, Sirmia și Baranya). Regiunea Podunavlje este situată la marginea sudică a Bazinului Panonic. În sensul său mai larg, termenul sârbo-croat se referă la zona din jurul întregului curs al fluviului Dunărea.

## Istoricul denumirii
În prima jumătate a secolului al XVIII-lea, a existat în zonă secțiunea Sava - Dunărea (Posavina -Podunavlje) ca parte a Graniței Militare habsburgice. Segmentul Podunavlje al Graniței a cuprins părți din sudul regiunii Bacica și nordul regiunii Sirimia, inclusiv orașele Petrovaradin, Šid, Bačka Palanka, Bački Petrovac, Petrovaradinski Šanac (Novi Sad) și Titel. 

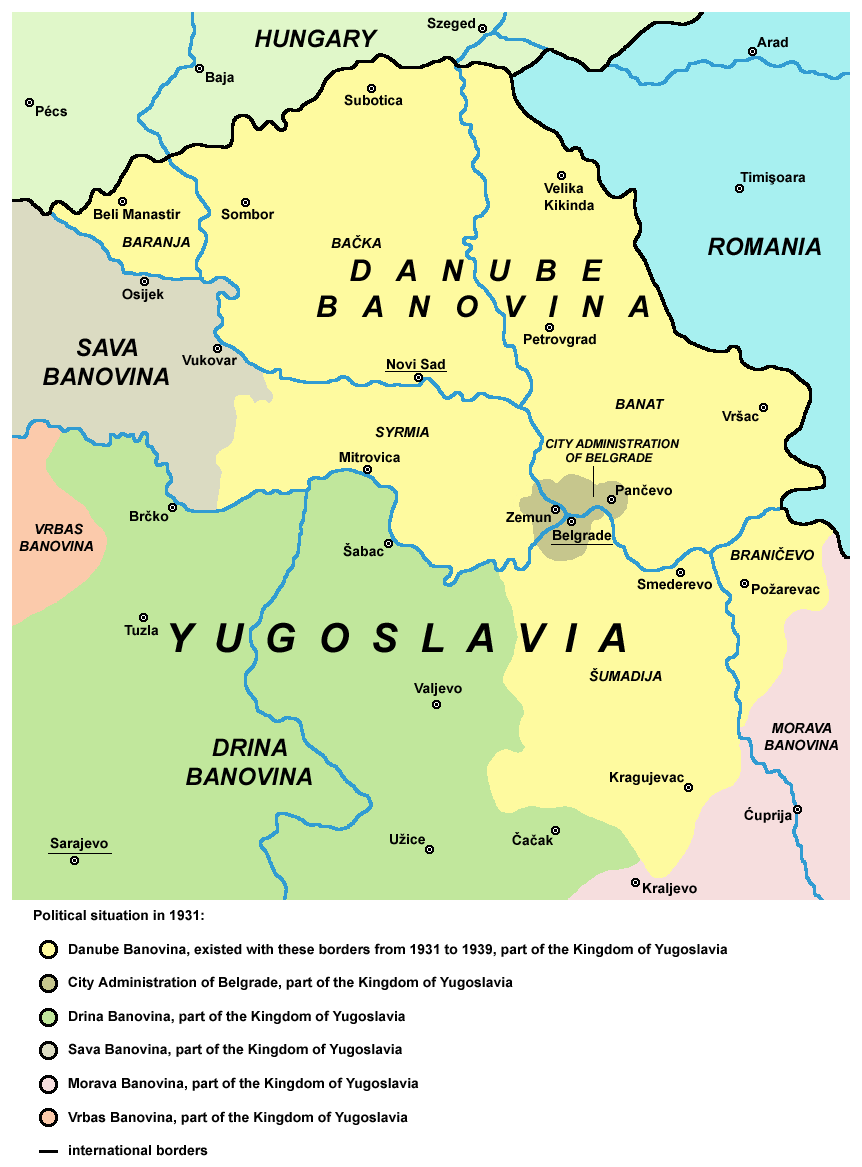
Hartă cu Banovina Dunării

Între 1922 și 1929, Oblastia Podunavlje a fost una dintre unitățile administrative ale Regatului Sârbilor, Croaților și Slovenilor. A cuprins părți din regiunile Šumadija și Banat, iar sediul său se afla în Smederevo. Între 1929 și 1941, una dintre provinciile Regatului Iugoslaviei a fost cunoscută sub numele de Banovina Dunării. Provincia era formată din regiunile geografice Sirmia, Bačka, Banat, Baranja, Šumadija și Braničevo. Capitala Banovinei Dunării a fost Novi Sad. În 1941, Puterile Axei din al doilea război mondial au ocupat provincia. Regiunile Bačka și Baranja (Baranya) au fost atașate Ungariei lui Miklós Horthy, în timp ce Sirmia a fost atașată statului independent al Croației. Ce a mai rămas din Banovina Dunărea (inclusiv Banatul, Šumadija și Braničevo) au existat ca parte a Serbiei ocupate de germani până la sfârșitul anului 1941 cu capitala la Smederevo. Astăzi, Smederevo este sediul districtului Podunavlje din Serbia. 
Între 1980 și 1989, Podunavlje a fost numele uneia dintre cele șapte foste comune ale orașului Novi Sad din Serbia. 
Entitatea Slavonia Orientală, Baranja și Syrmia de Vest, aflată în partea de est a Republicii Sârbe Krajina, a fost uneori denumită „Podunavska Krajina” de către sârbi sau „Hrvatsko Podunavlje” de către croați.

## Orașe din Podunavlje

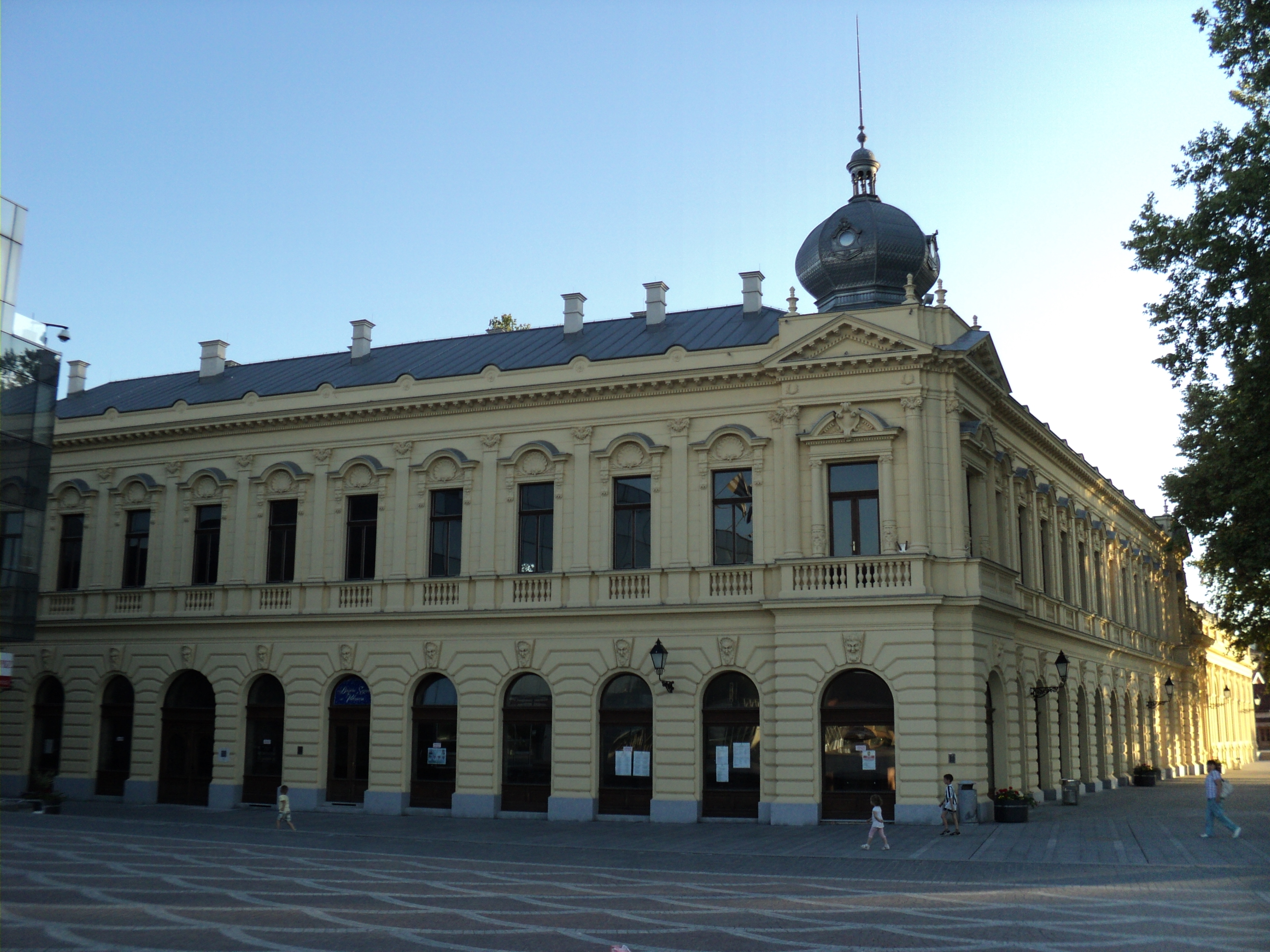
Vukovar
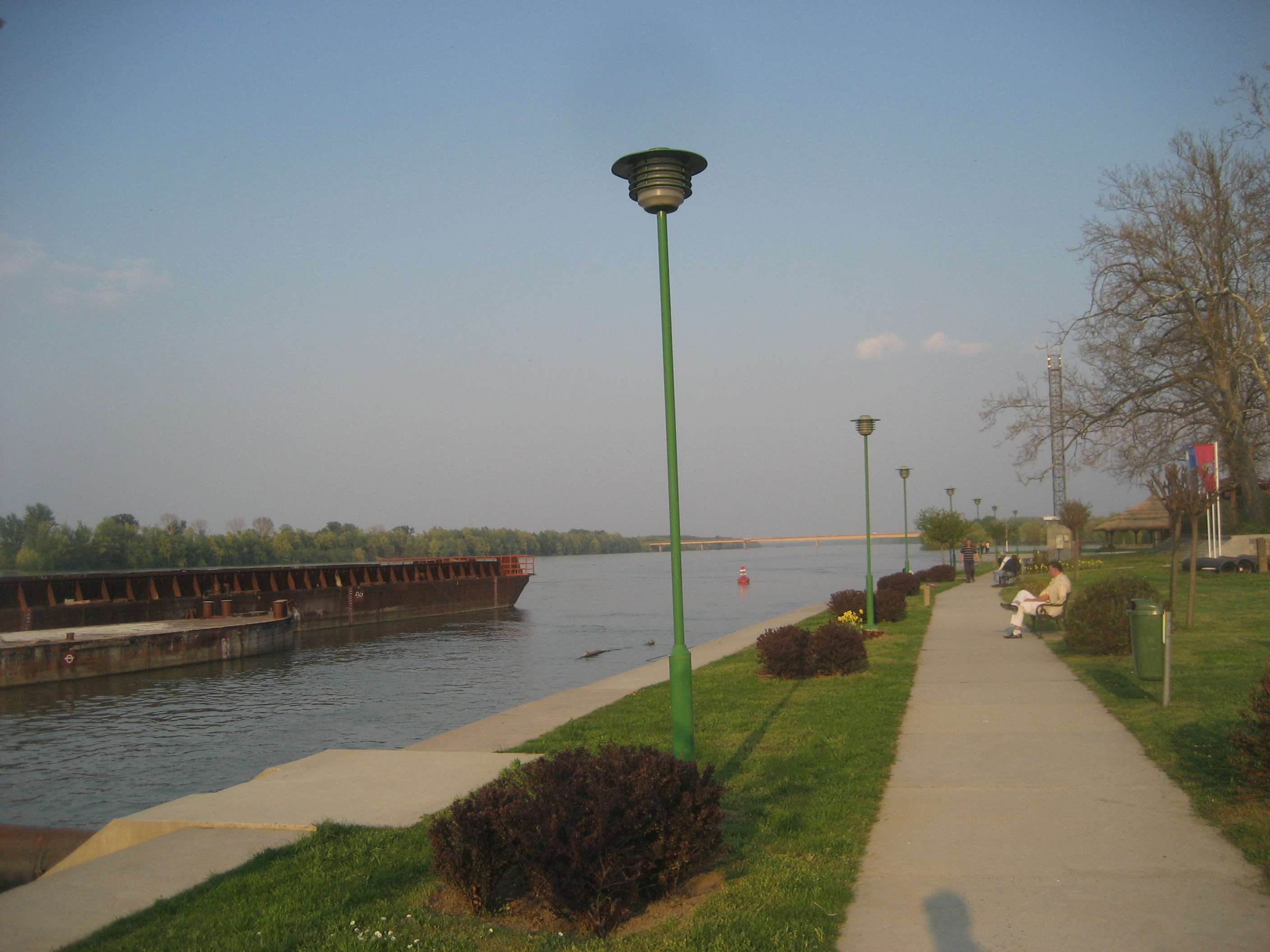
Dunărea, Ilok
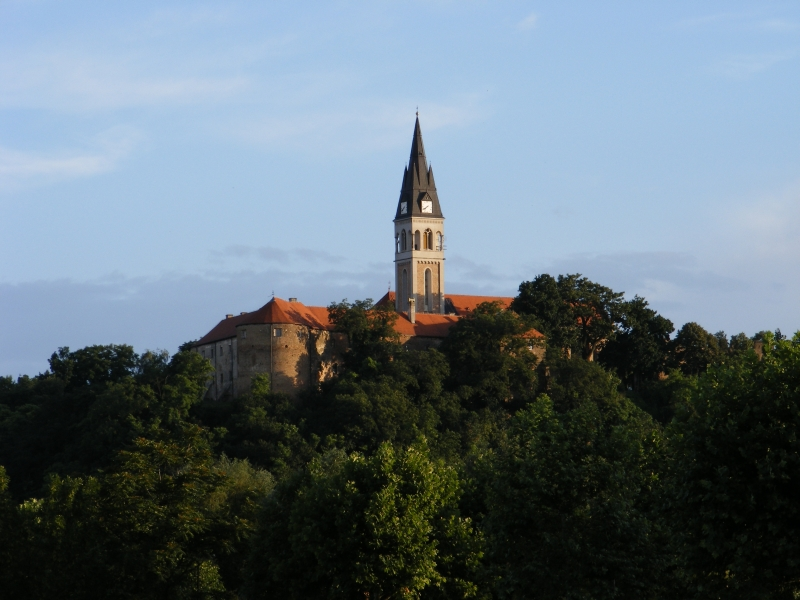
Ilok

Lista orașelor situate pe Dunăre în Podunavlje. 
Orașe din Serbia: 
| Oraș                       | Statut                          | Localizare              | Populație (2011) |
| -------------------------- | ------------------------------- | ----------------------- | ---------------- |
| Apatin                     | centrul comunei                 | Voivodina               | 17352            |
| Bačka Palanka              | centrul comunei                 | Voivodina               | 27924            |
| Beocin                     | centrul comunei                 | Voivodina               | 7800             |
| Futog                      | oraș                            | Voivodina               | 18269            |
| Veternik                   | așezare suburbană               | Voivodina               | 16895            |
| Novi Sad                   | capitalaVoivodinei              | Voivodina               | 221854           |
| Sremska Kamenica           | oraș                            | Voivodina               | 11967            |
| Petrovaradin               | centrul comunei                 | Voivodina               | 14298            |
| Sremski Karlovci           | centrul comunei                 | Voivodina               | 8722             |
| Zemun (parte din Belgrad ) | centrul comunei                 | Belgrad                 | 151811           |
| Belgrad (inclusiv Zemun )  | capitala Serbiei                | Belgrad                 | 1.135.502        |
| Panciova                   | centrul Banatului de Sud        | Voivodina               | 73992            |
| Smederevo                  | centrul Districtului Podunavlje | Serbia de Sud și de Est | 63028            |
| Kovin                      | centrul comunei                 | Voivodina               | 13499            |
| Kostolac                   | centrul comunei                 | Serbia de Sud și de Est | 9264             |
| Veliko Gradište            | centrul comunei                 | Serbia de Sud și de Est | 5868             |
| Kladovo                    | centrul comunei                 | Serbia de Sud și de Est | 8913             |

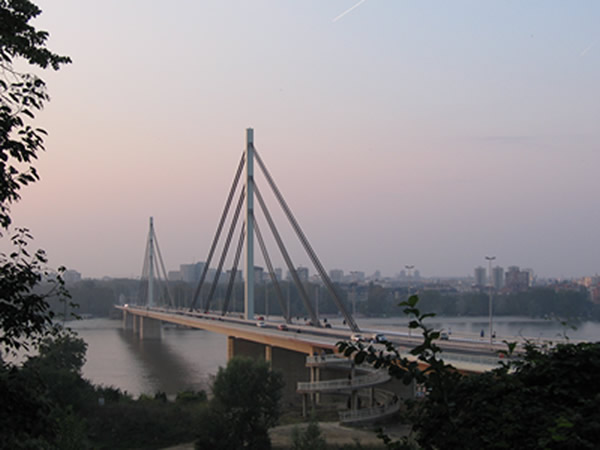
Podul Libertății peste Dunăre, Novi Sad
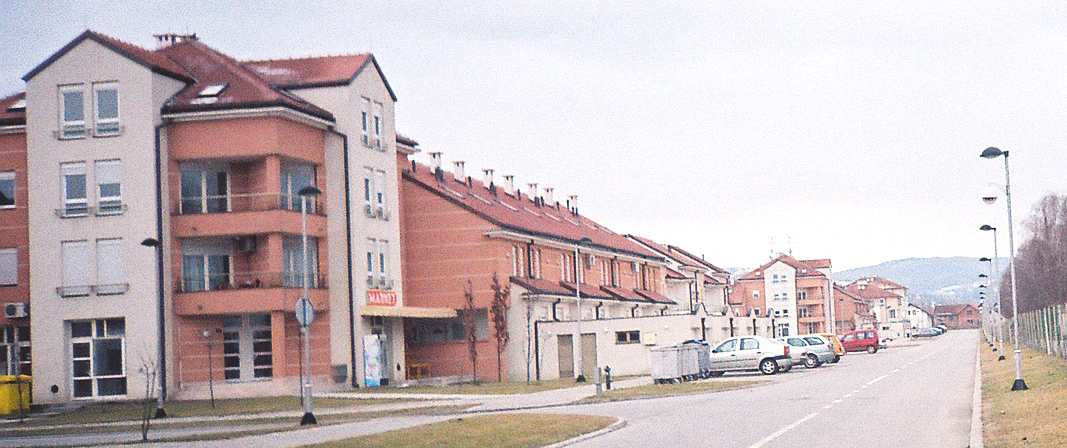
Veternik
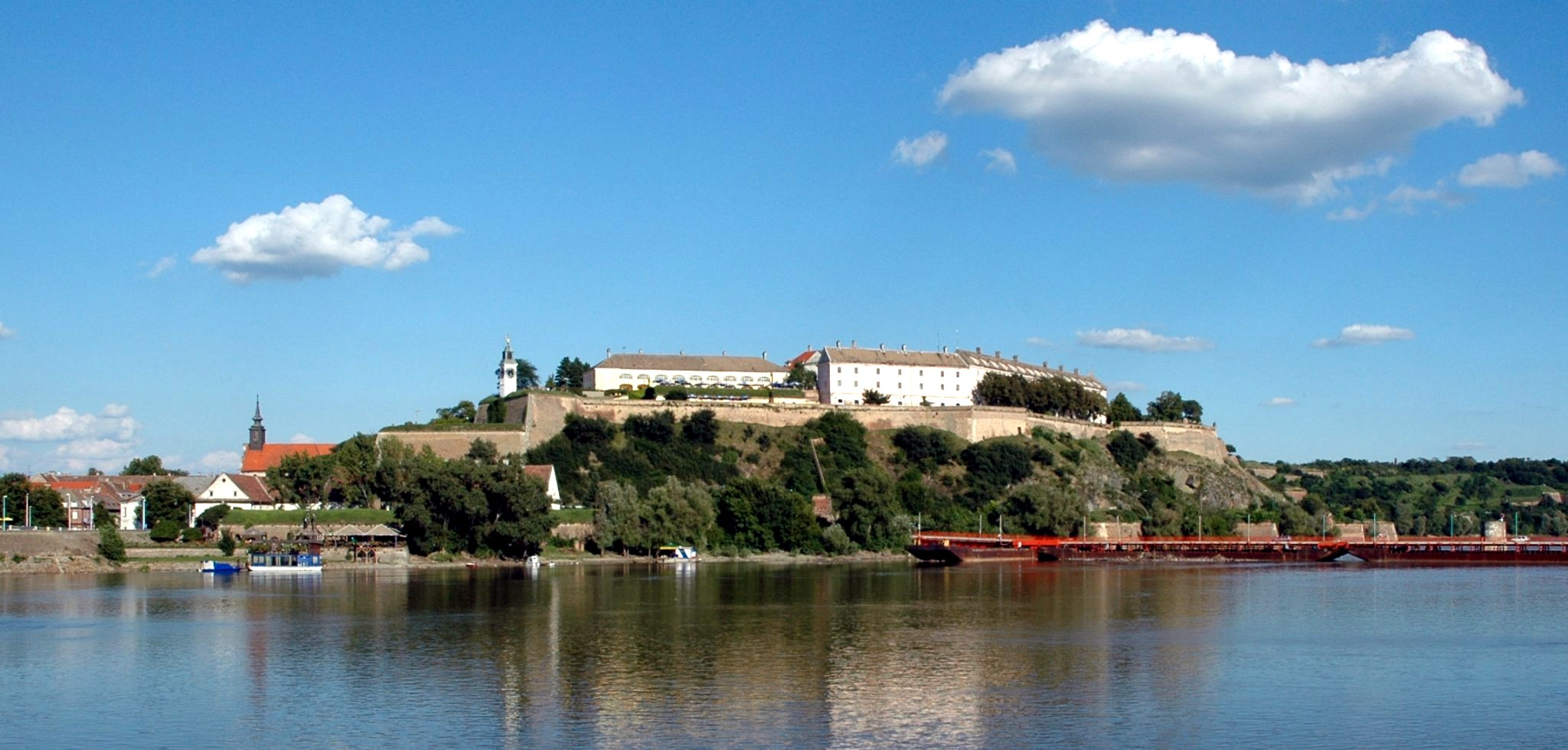
Cetatea Petrovaradin
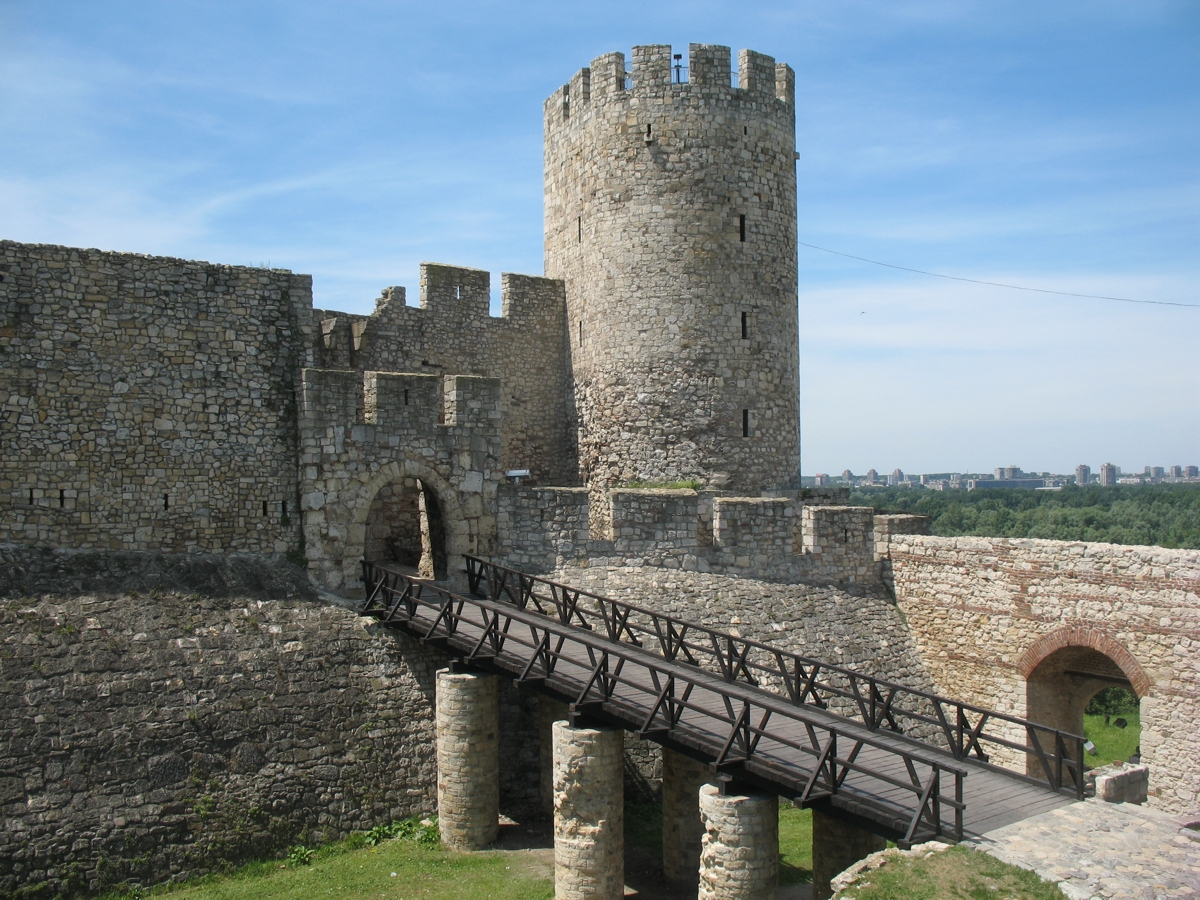
Kalemegdan, Belgrad

Orașe din Croația: 
| Oraș          | Statut                                  | Localizare          | Populație (2011) |
| ------------- | --------------------------------------- | ------------------- | ---------------- |
| Beli Manastir | oraș                                    | Jud. Osijek-Baranja | 10068            |
| Vukovar       | oraș, centrul cantonului Vukovar-Srijem | Jud. Vukovar-Srijem | 27683            |
| Ilok          | oraș                                    | Jud. Vukovar-Srijem | 6767             |

- Vukovar
- Dunărea, Ilok
- Ilok

## Comune din Podunavlje
Lista comunelor de lângă Dunăre din Podunavlje. 
Comune din Serbia: 
| Comuna / orașul                                                                     | Localizare              | Populație (2011)                        |
| ----------------------------------------------------------------------------------- | ----------------------- | --------------------------------------- |
| Orașul Sombor                                                                       | Voivodina               | 85569                                   |
| Comuna Apatin                                                                       | Voivodina               | 28654                                   |
| Comuna Odžaci                                                                       | Voivodina               | 30196                                   |
| Comuna Bač                                                                          | Voivodina               | 14150                                   |
| Comuna Bačka Palanka                                                                | Voivodina               | 55361                                   |
| Comuna Bački Petrovac                                                               | Voivodina               | 13302                                   |
| Municipiul Beočin                                                                   | Voivodina               | 15630                                   |
| Orașul Novi Sad - Comuna urbană Novi Sad - Comuna urbană Petrovaradin               | Voivodina               | 335.701 301.968 33.733                  |
| Comuna Sremski Karlovci (Carloviț)                                                  | Voivodina               | 8722                                    |
| Comuna Inđija                                                                       | Voivodina               | 47204                                   |
| Comuna Titel                                                                        | Voivodina               | 15554                                   |
| Orașul Zrenjanin                                                                    | Voivodina               | 122714                                  |
| Comuna Stara Pazova                                                                 | Voivodina               | 65508                                   |
| Orașul Belgrad - Comuna Zemun - Comuna Palilula - Comuna Stari Grad - Comuna Grocka | Belgrad                 | 1.639.121 166.292 170.593 48.061 83.398 |
| Orașul Pančevo                                                                      | Voivodina               | 122252                                  |
| Orașul Smederevo                                                                    | Serbia de Sud și de Est | 107528                                  |
| Comuna Cuvin                                                                        | Voivodina               | 33725                                   |
| Orașul Požarevac - Comuna urbană Požarevac - Comuna urbană Kostolac                 | Serbia de Sud și de Est | 74070 60466 13604                       |
| Comuna Bela Crkva                                                                   | Voivodina               | 17285                                   |
| Comuna Veliko Gradište                                                              | Serbia de Sud și de Est | 17559                                   |
| Comuna Golubăț                                                                      | Serbia de Sud și de Est | 8161                                    |
| Comuna Majdanpek                                                                    | Serbia de Sud și de Est | 18179                                   |
| Comuna Kladovo                                                                      | Serbia de Sud și de Est | 20635                                   |
| Comuna Negotin                                                                      | Serbia de Sud și de Est | 36879                                   |

Comune din Croația: 
| Comuna / orașul          | Localizare          | Populație (2001 sau 2011) |
| ------------------------ | ------------------- | ------------------------- |
| Comuna Bilje             | Jud. Osijek-Baranja | 5480                      |
| Comuna Borovo            | Jud. Vukovar-Srijem | 5360                      |
| Comuna Bogdanovci        | Jud. Vukovar-Srijem | 1,960                     |
| Comuna Markušica         | Jud. Vukovar-Srijem | 2576                      |
| Comuna Negoslavci        | Jud. Vukovar-Srijem | 1.463                     |
| Comuna Nuštar            | Jud. Vukovar-Srijem | 3639                      |
| Comuna Stari Jankovci    | Jud. Vukovar-Srijem | 1769                      |
| Comuna Tordinci          | Jud. Vukovar-Srijem | 2.032                     |
| Comuna Tovarnik          | Jud. Vukovar-Srijem | 2775                      |
| Comuna Trpinja           | Jud. Vukovar-Srijem | 5572                      |
| Comuna Draž              | Jud. Osijek-Baranja | 3356                      |
| Comuna Erdut             | Jud. Osijek-Baranja | 8417                      |
| Comuna Kneževi Vinogradi | Jud. Osijek-Baranja | 5186                      |
| Comuna Šodolovci         | Jud. Osijek-Baranja | 1653                      |
| Comuna Petlovac          | Jud. Osijek-Baranja | 2405                      |
| Comuna Popovac           | Jud. Osijek-Baranja | 2084                      |
| Comuna Čeminac           | Jud. Osijek-Baranja | 2856                      |
| Comuna Darda             | Jud. Osijek-Baranja | 7062                      |
| Orașul Ilok              | Jud. Vukovar-Srijem | 8351                      |
| Comuna Lovas             | Jud. Vukovar-Srijem | 1579                      |
| Orașul Vukovar           | Jud. Vukovar-Srijem | 31670                     |

## Podunavlje în Serbia

### Geografie și demografie
Partea de nord a regiunii sârbe Podunavlje este în mare parte plată, în timp ce partea de sud este în cea mai mare parte muntoasă. Râurile importante din regiunea sârbă Podunavlje care curg în Dunăre sunt Tisa, Sava, Tamiš și Morava. Două orașe mari din Serbia, Belgrad și Novi Sad, sunt situate în Podunavlje. Podunavlje include părți ale mai multor regiuni geografice tradiționale din Serbia, precum Bačka, Banat, Syrmia, Šumadija, Braničevo și Timočka Krajina. 
Podunavlje sârb este populat în principal de sârbi, în timp ce alte grupuri etnice mai mici din zonă sunt formate din slovaci, maghiari, croați, ruși, români, vlahi, rromi etc. Slovacii formează majoritatea populației în comuna Bački Petrovac, situată în apropierea Dunării, în Bačka. Principala religie din zonă este creștinismul ortodox, în timp ce alte grupuri religioase mai mici sunt creștinii catolici, creștinii protestanți și musulmanii. 

### Istorie
Regiunea Podunavlje din Serbia a fost zona în care au înflorit mai multe culturi preistorice importante, în special cultura Lepenski Vir, cultura Starčevo, cultura Vinča, cultura Kostolac, cultura Vatin, cultura Belegiš etc. A fost, de asemenea, un nucleu al statului tribal celtic al scordiscilor, care au avut capitala în Singidunum (actualul Belgrad). Podunavlje sârb a fost, de asemenea, o regiune de graniță a Imperiului Roman și există resturi arheologice ale civilizației romane din zonă. 
În perioada migrației și în Evul Mediu, regiunea a făcut parte din Imperiul Roman de Răsărit, Imperiul Hunilor, Regatul Ostrogotic, Regatul Gepizilor, Statul Lombard, Hanatul Avar, Imperiul Franc, Țaratul Bulgar, Principatul Croației Panonice, Principatul Pannoniei Inferioare (al lui Pribina și Koțel), Moravia Mare și Regatul Ungariei. 
Cu toate că sârbo-croații vorbitori de limbi slave de sud s-au stabilit în regiunea sârbă Podunavlje în secolul al VI-lea, statul sârb nu a ajuns la Dunăre înainte de secolul al XIII-lea. Regatul Sirimei condus de regele sârb Ștefan Dragutin (1284–1316) a inclus sudul regiunii Podunavlje și avea capitalele sale la Debrc și Belgrad. Zona Podunavlje de sud a fost ulterior inclusă în alte state medievale sârbe, în special în Țaratul Sârb, Cnezatul Serbiei și Despotatul Serbiei. Despotatul Serbiei și-a avut capitalele în Podunavlje, în special la Belgrad și Smederevo. După cucerirea otomană a Despotatului Serbiei în 1459, statul sârb a fost refăcut temporar în nordul Podunavlje (în actuala Voivodina) între 1526 și 1530, în timpul domniei țarului Iovan Nenada și a voievodului Radoslav Čelnik . 
În secolul al XVI-lea, întreaga regiune a fost inclusă în Imperiul Otoman. Ulterior, a devenit o zonă disputată între Imperiul Otoman și Monarhia Habsburgică. După Tratatul de la Belgrad din 1739 care a definit granița habsburgică-otomană în Podunavlje, regiunea, precum și sârbii locali, au devenit împărțiți între cele două imperii. În ambele zone, sârbii au luptat pentru autonomia și independența lor. După prima și a doua răscoală sârbă (în 1804 și 1815), în sud a fost creat Principatul otoman autonom al Serbiei, în timp ce după răscoala sârbească din Voivodina (în 1848-1849), un voievodat autonom austriac, al Serbiei și al Banatului Timișan a fost creat în nord. Cele două zone autonome nu au avut însă aceeași soartă; în timp ce voievodatul nordic a fost abolit în 1860, principatul sudic a obținut independența deplină în 1878 și a fost transformat în Regatul Serbiei în 1882. În 1918, după înfrângerea habsburgilor din Primul Război Mondial, nordul Podunavlje a fost inclus și acesta în Regatul Serbiei, care ulterior a devenit parte a Regatului Sârbilor, Croaților și Slovenilor (redenumit ulterior ca Iugoslavia). Din 2006, întreaga regiune a făcut parte dintr-o republică independentă, Serbia.

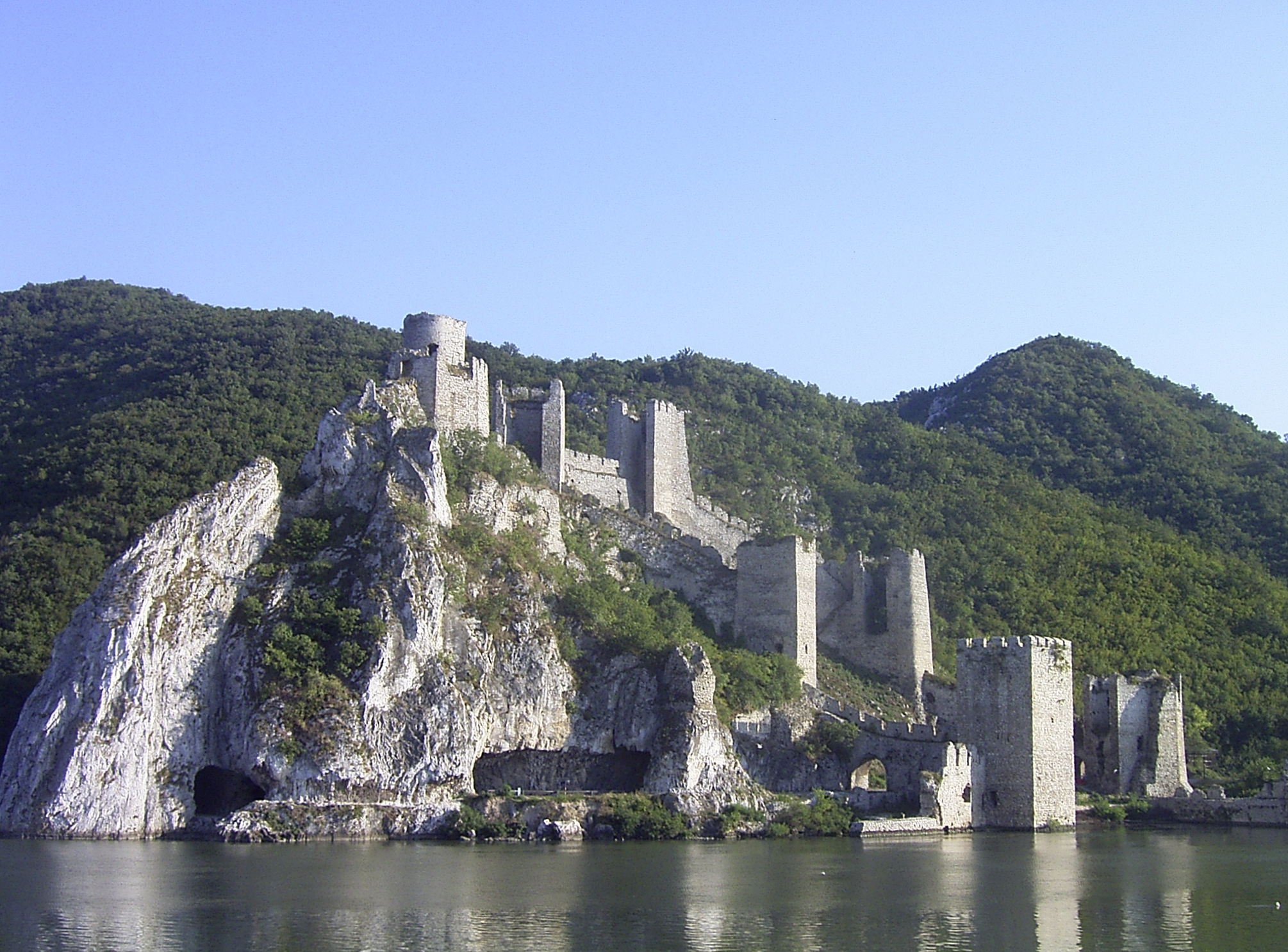
Cetatea Golubac
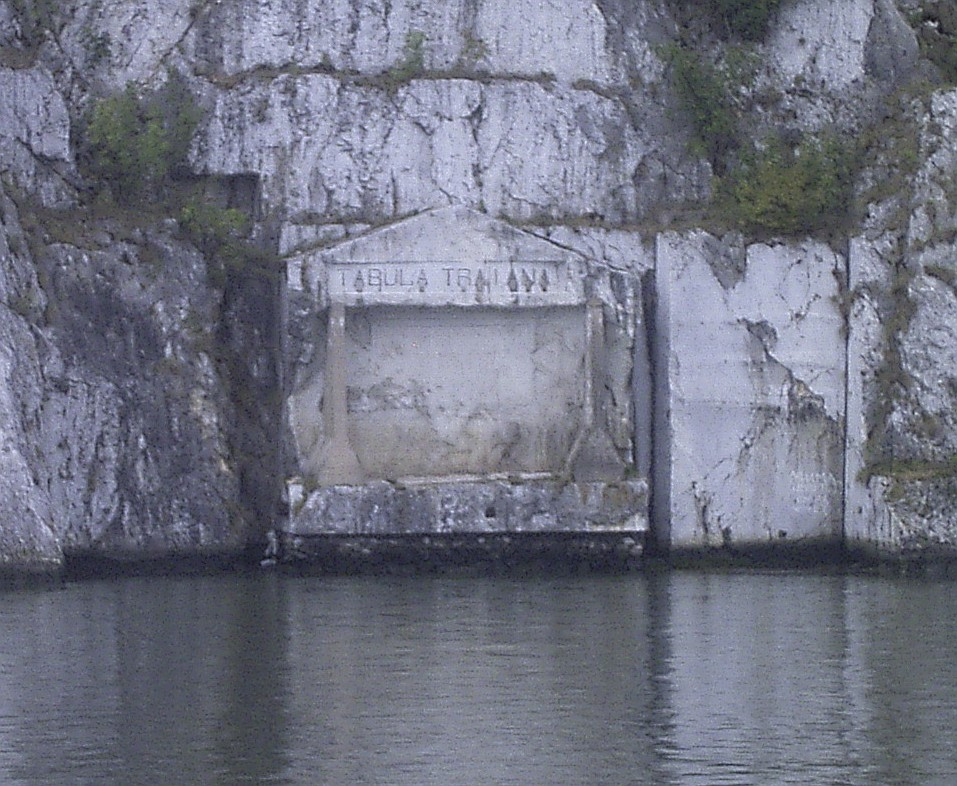
Tabula Traiana lângă Kladovo

## Podunavlje în Croația

### Geografie și demografie
În Croația, regiunea este alungită spre nord-sud de-a lungul Dunării, care este granița dintre Croația și Serbia. În regiunea de nord, care se învecinează cu Ungaria și de vest, continuă până la Slavonia, Sirmia și Baranja și restul Croației. Regiunea este extrem de plană, cu o altitudine medie de 80-110 metri. Marginile regiunii Podunavlje croate se suprapun aproximativ cu teritoriul de dinainte de război al comunelor iugoslave Beli Manastir, Osijek, Vinkovci și Vukovar. Cele patru comune au avut un teritoriu de 3.436 kilometri pătrați și constituiau 6,1% din teritoriul Republicii Socialiste Croația. În 1991, comunele menționate aveau 402.152 de locuitori care trăiau în 157 de așezări și constituiau 8,4% din populația totală a Croației din acea perioadă. După destrămarea Iugoslaviei, sistemul guvernamental local din Croația a fost schimbat semnificativ, iar astăzi Podunavlje în sensul cel mai larg poate fi descris ca o regiune care se suprapune cu teritoriul cantoanelor Vukovar-Srijem și Osijek-Baranja. În acest sens, regiunea include zonele din jurul orașelor Našice și Županja, este semnificativ mai mare și acoperă o suprafață de 6.597 kilometri pătrați sau 11,7% din teritoriul Croației cu 348 de așezări și 598.434 de locuitori în 1991 (12,5% din totalul populației Croației din acea perioadă). 
Clima din regiune poate fi descrisă ca o climă continentală, cu veri calde și fierbinți și ierni reci. Intervalele de temperatură în Podunavlje sunt mai mari decât în restul Croației, din cauza influenței continentale. De asemenea, nivelul precipitațiilor este mai scăzut decât în restul Croației. 
Este una dintre zonele eterogene din punct de vedere etnic din Croația. Cel mai mare grup etnic sunt croații, după care urmează sârbii și maghiarii, precum și unele grupuri etnice mai mici, cum ar fi rutenii panonici, slovacii, ucrainenii, rromii, germanii etc. Croații constituie o majoritate absolută a oamenilor din Podunavlje, în timp ce sârbii constituie cea mai mare minoritate etnică. Maghiarii sunt a treia etnie după număr și locuiesc în cea mai mare parte în zona Baranja. Rutenii trăiesc în principal în Petrovci și Mikluševci. Peste o cincime din numărul total de slovaci din țară trăiesc în Podunavlje în Ilok. 

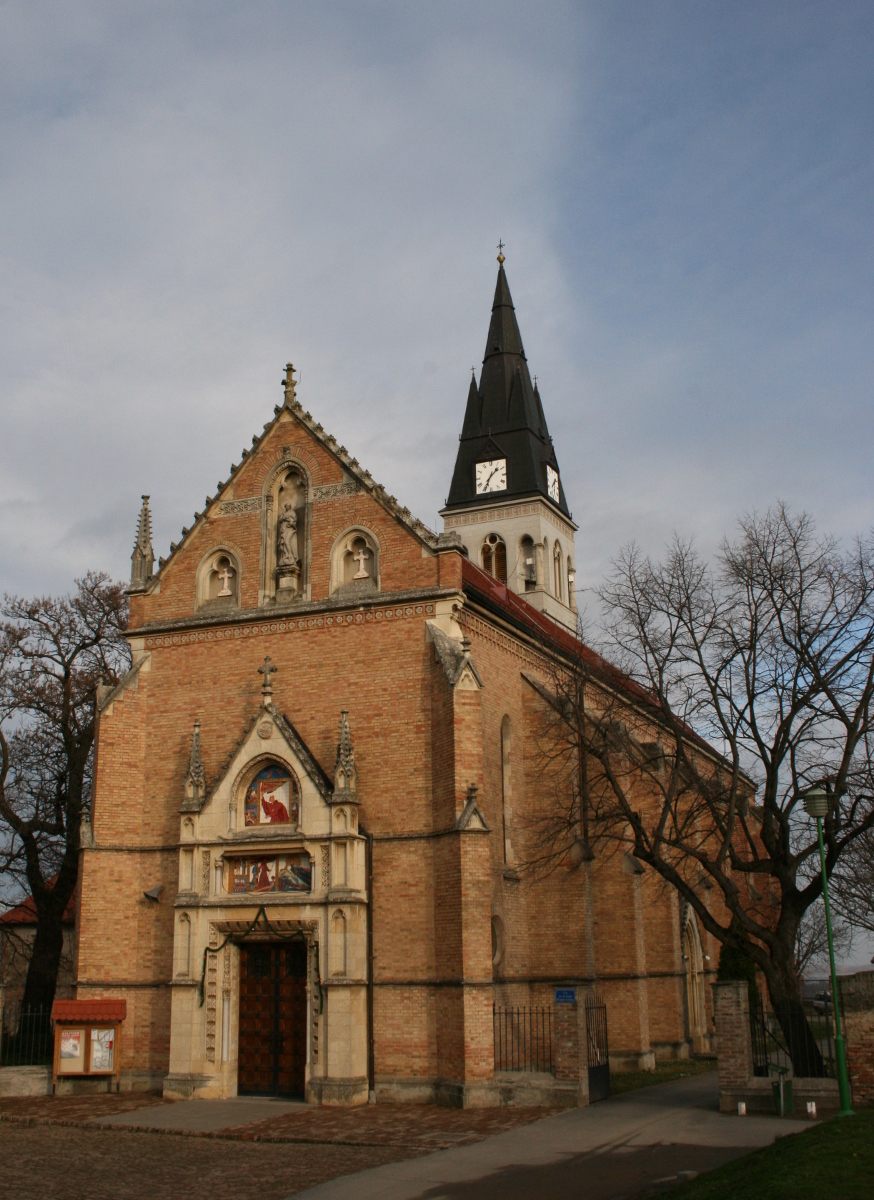
Biserica catolică din Ilok
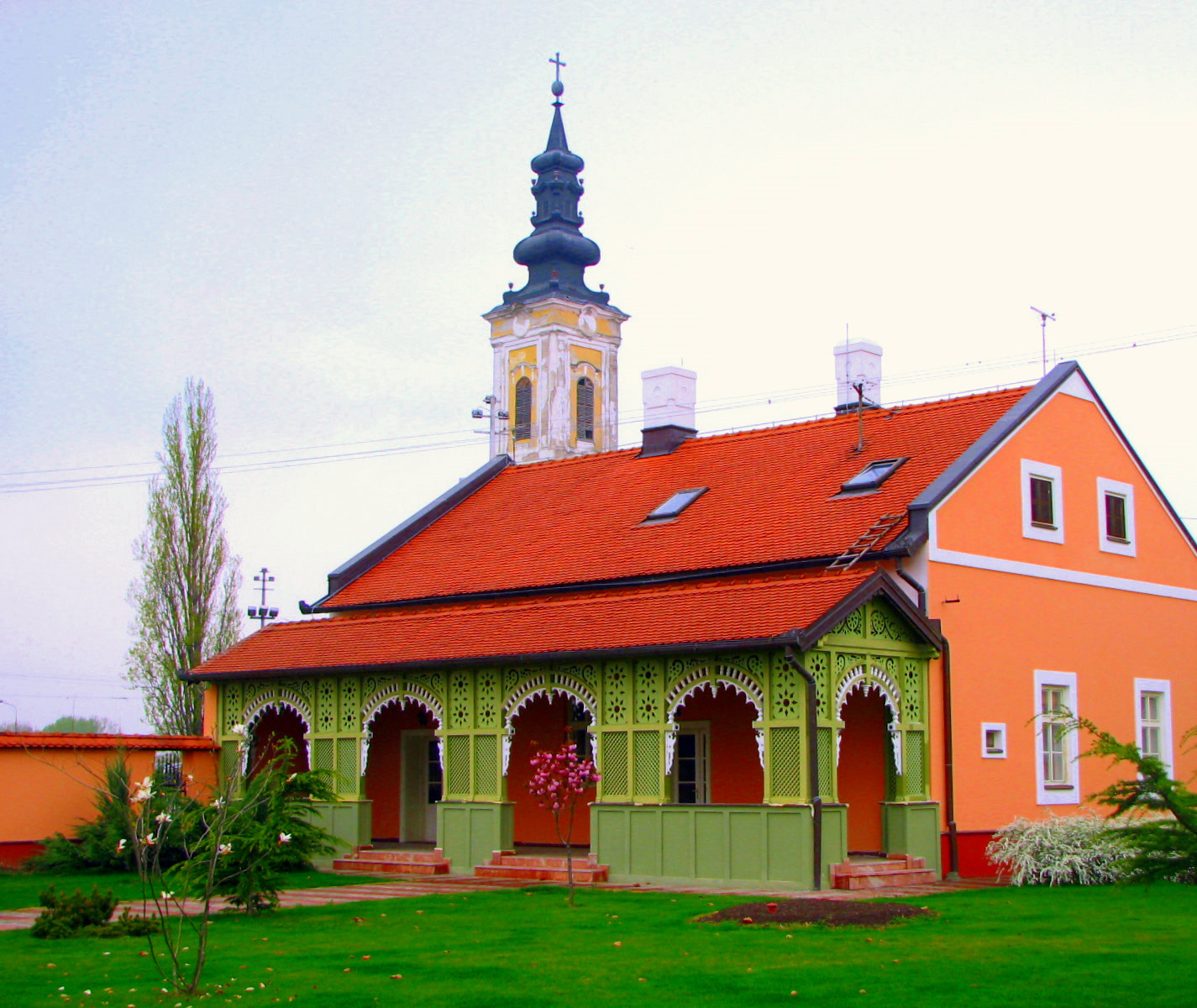
Eparhia]] ortodoxă din Osječko polje și Baranja]], Dalj

### Istorie

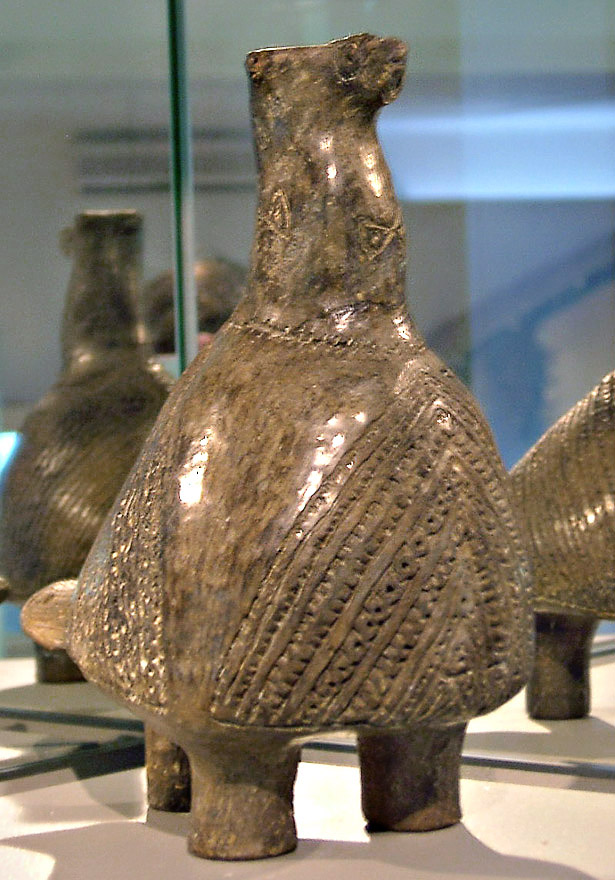
Porumbelul Vučedol

Unele dintre culturile arheologice importante care au apărut în această zonă sunt cultura Vučedol, cultura Vinča și cultura Starčevo. Cu siguranță, cel mai cunoscut artefact arheologic este vasul ritual al culturii Vučedol, numit speculativ (în 1938) de M. Seper - Porumbelul Vučedol (vučedolska golubica). Realizat între anii 2800 și 2500 î.Hr., a devenit simbolul stilului, culturii și civilizației europene Vučedol. Porumbelul este de fapt un vas ritual înalt de 19,5 cm, realizat din lut copt. De asemenea, acest lucru dovedește că reproducerea porumbeilor europeni este mult mai veche decât ne-am gândit. Mai mult, porumbelul Vučedol este cea mai veche reprezentare a porumbeilor găsită până acum în Europa. Vasul ritual apare pe reversul bancnotei croate de 20 de kune, emisă în 1993 și 2001. 
În perioada romană, Dunărea a fost granița cu lumea barbară. 

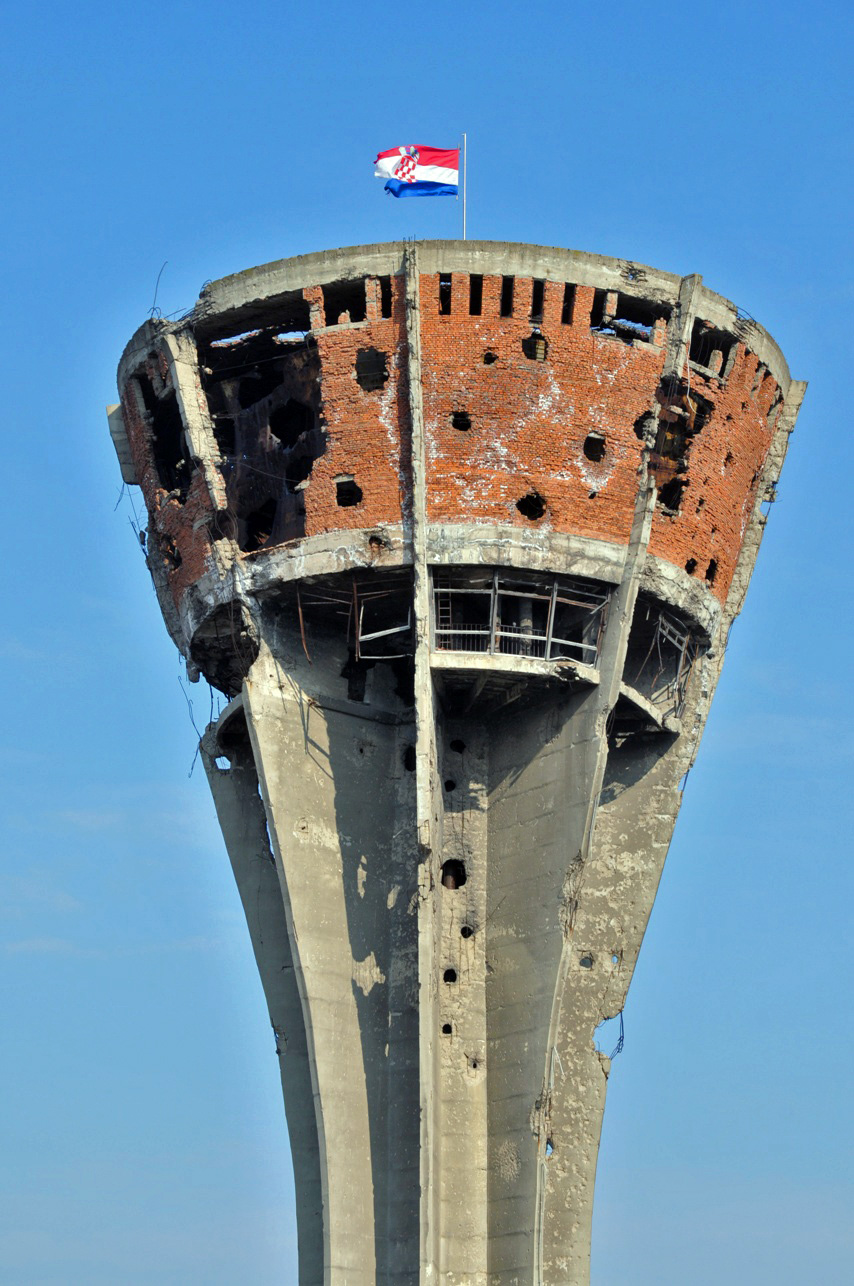
Turnul de apă Vukovar

În perioada 1991 - 1998, în Podunavlje, s-a autoproclamat Slavonia Orientală, Baranja și Syrmia de Vest, care a fost reintegrată în Croația după semnarea Acordului de la Erdut. Regiunea a fost declarată de sârbii locali care au promovat supraviețuirea Iugoslaviei, din această cauză au avut sprijinul Armatei Populare Iugoslave. Populația sârbă locală a fost în continuare alarmată de comparațiile dintre noul stat croat cu Statul Independent al Croației din al doilea război mondial și cu lagărul său de concentrare Jasenovac. Războaiele Iugoslave au lăsat o amprentă grea atât asupra economiei, cât și a relațiilor sociale din regiune. Au existat relații foarte încordate între cele două mari grupuri etnice, croații și sârbii. 
Unele dintre cele mai importante evenimente ale războiului din estul Croației au fost Bătălia de la Vukovar, masacrul de la Vukovar și Bătălia de la Borovo Selo în care au fost uciși numeroși civili. O mare parte a croaților au fost nevoiți să-și părăsească casele din Slavonia Orientală, Baranja și Syrmia de Vest, iar proprietatea lor a fost jefuită și distrusă. Unii au fost prinși și închiși pentru o perioadă în Serbia, iar alții au fost uciși acolo. Zeci de mii de croați din această perioadă au părăsit Podunavlje. În același timp, în regiunea Podunavlje au venit zeci de mii de refugiați sârbi din cauza războiului din restul Croației. După încheierea războiului, populația locală a avut o sarcină dificilă de a-și reconstrui viața, proces în care au fost incluse o serie de organizații precum Organizația pentru Securitate și Cooperare în Europa și ambasadele țărilor străine. Cu toate acestea, deși progresul este lent uneori, comunitatea internațională a evaluat acest proces ca fiind relativ reușit. 

### Natură
Kopački Rit:

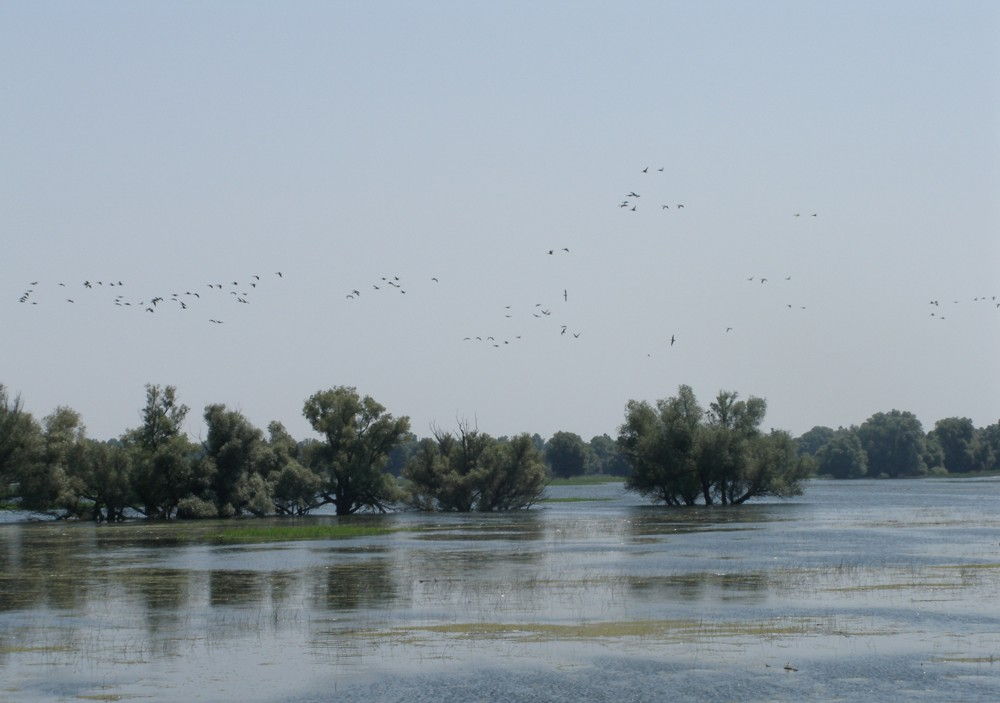
Kopački Rit

Parcul natural Kopački Rit este situat la nord-vest de confluența râurilor Drava și Dunărea, la granița cu Serbia. Este una dintre cele mai importante, mai mari și mai atractive zone umede intacte conservate din Europa. În jur de 260 de specii de păsări diferite cuibăresc aici (gâște sălbatice și rațe, egreta mare albă, barza, barza neagră, vulturul codalb, ciori, lișițe, pescăruși, chire, Alcedinidae, ciocănitoarea verde, etc) și există multe alte specii care folosesc această zonă ca adăpost temporar pentru migrația din regiunile nordice, zone mai reci, spre sud, zone mai calde și invers. 
Există 40 de specii de pește (știucă, văduviță, lin, plătică, crap, pește-pisică, șalău, biban etc.) Mai multe specii de mamifere locuiesc pe pământ (cerb, căprioară, mistreț, pisică sălbatică, jder de pin, jder de piatră, nevăstuică, samur, vidră etc.)  Viața bogată a plantelor, tipică zonelor umede, se găsește și în Kopački Rit. 